# Guthrie’s Memorial
Guthrie’s Memorial bezeichnet sowohl eine Kurve der Rennstrecke des Snaefell Mountain Course, auf dem die Motorradrennen der Isle of Man TT und des Manx Grand Prix ausgetragen werden, als auch ein Denkmal an selber Stelle, das an den namensgebenden Rennfahrer erinnert.

## Hintergrund
Andrew James „Jimmie“ Guthrie war in den 1930er ein erfolgreicher britischer Motorradrennfahrer, der mehrere Europameisterschaften, Grands Prix, North-West-200- sowie TT-Rennen gewann. 1937 verunglückte er beim Großen Preis von Deutschland auf dem Sachsenring tödlich. An der Stelle, wo er in der fünften Runde der Klasse Senior TT auf einer Norton bei seiner letzten Teilnahme an der Tourist Trophy in seinem Todesjahr ausschied, wurde 1939 ein Denkmal errichtet.
Der Snaefell Mountain Course hat über 200 Kurven, von denen etwa 60 eigene Namen tragen und von diesen wiederum 30 auch offiziell von der Rennleitung mit Bezeichnungen versehen sind. Die restlichen Kehren haben ihre Benennung durch die Fans der Tourist Trophy erhalten, ihre Verwendung hat sich etabliert.

## Kurve
Die S-Kurve liegt zwischen dem 26. und 27. Meilenstein der Rennstrecke kurz hinter der Ortschaft Ramsey an der A18. Die vorherige Kehre wird als Gooseneck bezeichnet; die nächste folgende trägt den Namen East Snaefell Gate. Am Eingang der Kurve ist ein Unterstand für die Streckenmarschalls errichtet. Auf Guthrie’s Memorial folgen die schnellsten Teile der Strecke. Das richtige Durchfahren dieser Kurven gilt vielen Piloten als Garant für eine gute Rundenzeit. Es gibt viele Motorrad fahrende Besucher, angezogen durch das Denkmal des Rennfahrers. Nicht zuletzt dadurch kommt es immer wieder zu schweren Unfällen außerhalb der TT oder des Manx Grand Prix am Guthrie’s Memorial. Während des Rennens wiederum ist Guthrie´s Memorial bisher ohne schwere Unfälle geblieben. Diese ereignen sich auf diesem Streckenabschnitt eher am Gooseneck.

## Denkmal
Auf einem kleinen ummauerten Platz ist ein etwa Mannshoher runder Hügel aus mit Mörtel verbundenen Steinen von der Insel errichtet. Aus der Spitze ragt eine einzelne steinerne Stele heraus. Am Hügel ist eine Tafel eingelassen mit der Inschrift:
James Guthrie, 1897-1937. Erected to the memory of Jimmy Guthrie, of Hawick, a brilliant Motor Cycle Rider, famous on the Isle of Man Tourist Trophy Course for his wonderful riding and great sportsmanship. He won the race six times. Beat many world's records and was first in numerous foreign races. He died while upholding the honour of his country in the German Grand Prix, August, 1937.
(Auf Deutsch in etwa: Errichtet in Gedenken an Jimmy Guthrie aus Hawick, einem brillanten Motorradrennfahrer, der erfolgreich die Tourist Trophy bestritt. In Erinnerung an seinen wundervollen Fahrstil und einen Sportsgeist. Er gewann das Rennen sechs Mal, stellte viele Weltrekorde auf und war erfolgreich bei zahlreichen internationalen Rennen. Er starb, die Ehre seines Landes bestreitend, beim Großen Preis von Deutschland 1937)
Alljährlich findet seit 1961 auch eine Ausfahrt von rund 80 km Länge zum Gedenken an Guthrie statt, jedoch nicht auf der Isle of Man, sondern in Schottland. Ins Leben gerufen wurde dieses Treffen zum 50-jährigen Jubiläum des Hawick & Border Motorcycle club aus Hawick – dem Geburtsort von Guthrie, der selber Mitglied in diesem Motorradclub war. Die Veranstaltung ist unter dem Namen Jimmie Guthrie Memorial Run bekannt und ist kein Rennen, sondern ein Motorradtreffen mit gemeinsamer Ausfahrt. Die Teilnahme ist offen für jeden. Auch wenn diese Gedenkfahrt nicht am Guthrie’s Memorial stattfindet, kommen nicht zuletzt durch die Erwähnungen in vielen (Motorrad-)Reiseführern dennoch sehr viele Zweiradfahrer an diesen Ort.

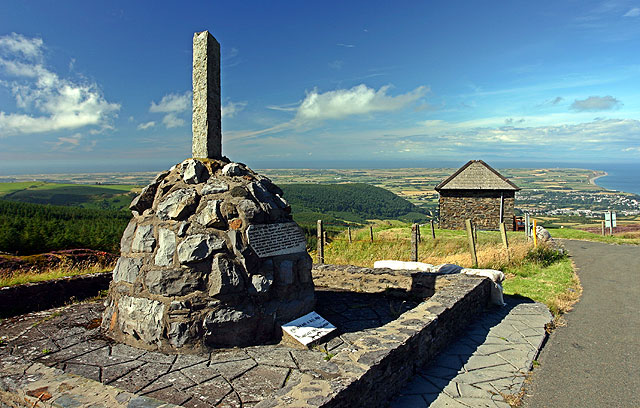
Das Denkmal zu Ehren Guthrie
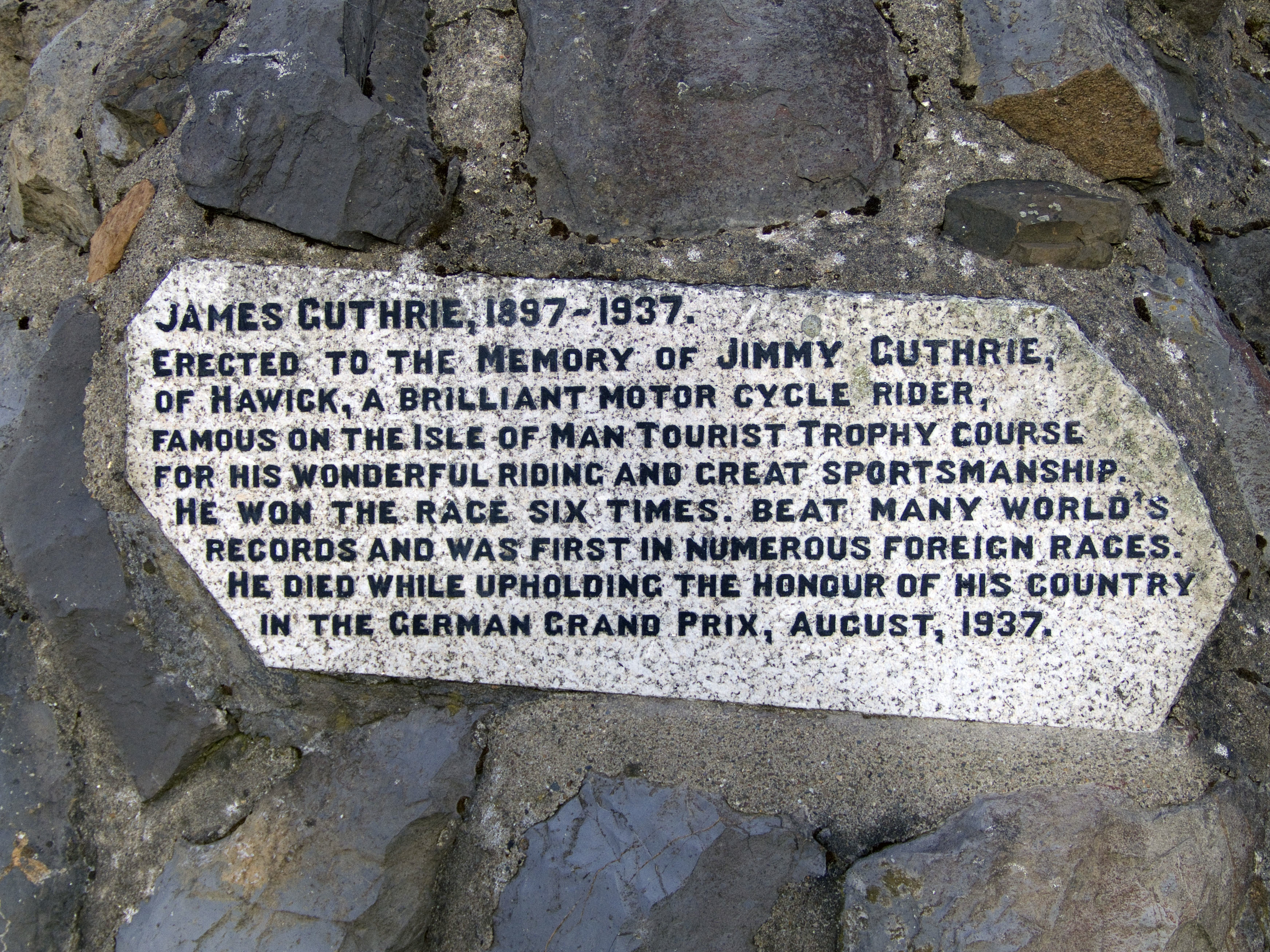
Inschrift des Denkmals
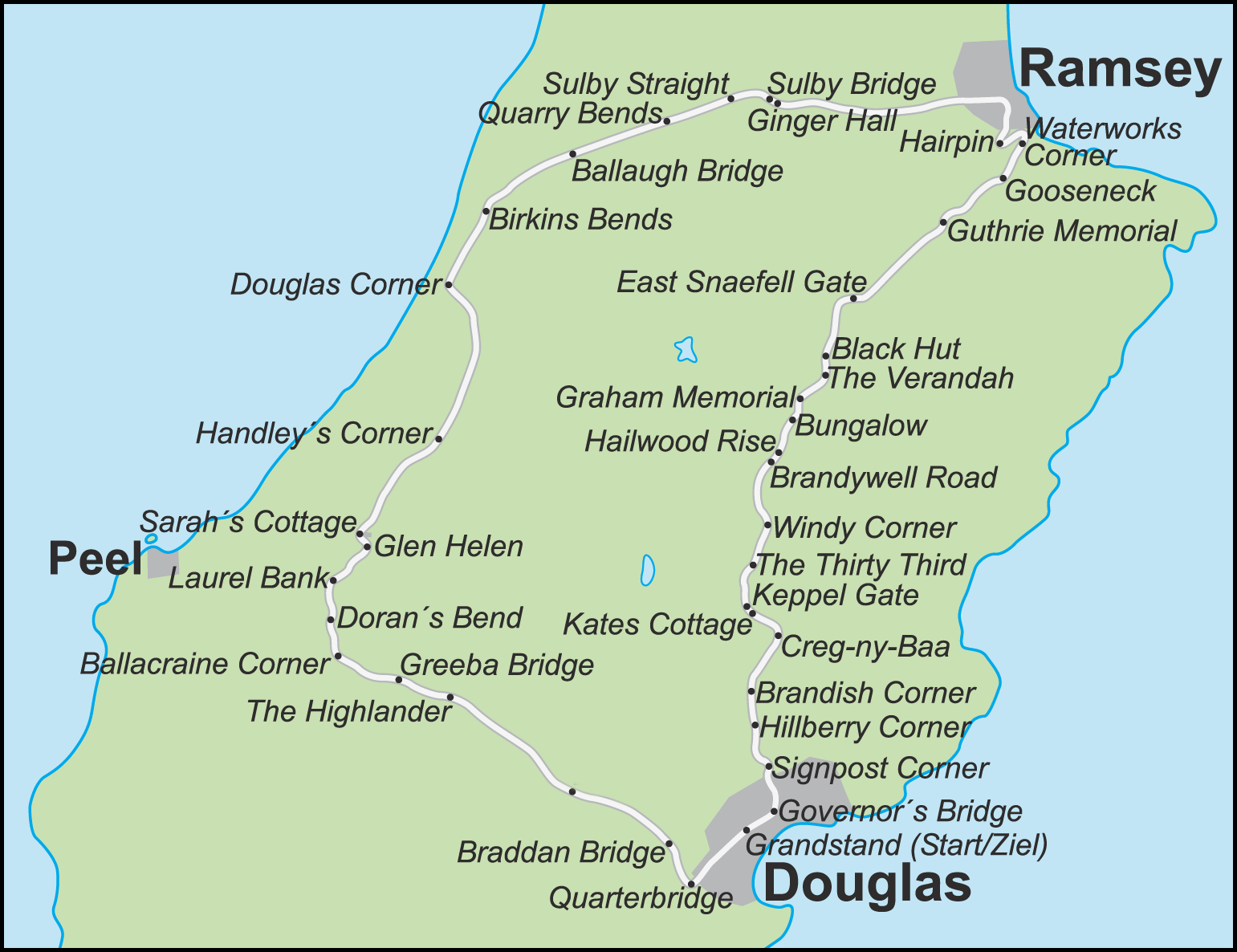
Kompletter Rennkurs mit den Kurvennanem
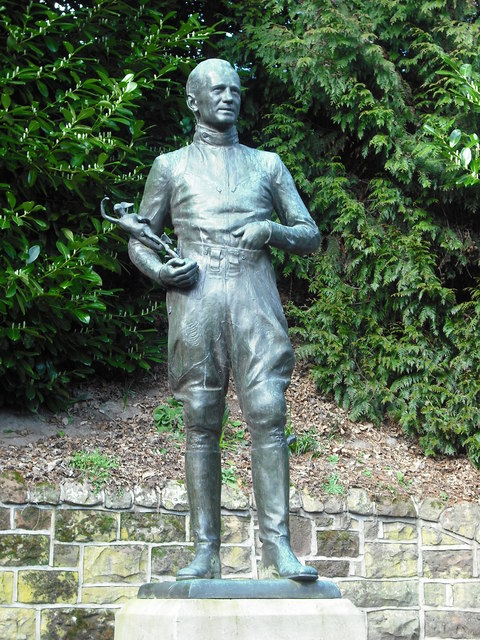
Denkmal von Guthrie in seiner Heimatstadt